# Caribbean Cup 2012
De Caribbean Cup 2012 (of Digicel Caribbean Cup 2012) was de zeventiende editie van de Caribbean Cup, het voetbalkampioenschap van de Caraïben. Gastland Antigua en Barbuda en titelverdediger Jamaica waren rechtstreeks geplaatst voor de eindronde. De vier halvefinalisten van de eindronde plaatsten zich voor de CONCACAF Gold Cup 2013.

## Kwalificatie – Deelnemers
Een aantal landen trok zich terug voor de loting. Zie in de tabel hieronder een overzicht van de landen die zich terugtrokken en de landen die wel meededen aan de kwalificatie.
| Ronde                      | Landen | Aantal |
| -------------------------- | --- | ------ |
| Geen deelname              | - Bahama's - Kaaimaneilanden - Sint Maarten - Turks- en Caicoseilanden - Amerikaanse Maagdeneilanden | 5      |
| Starten in de Eerste ronde | - Anguilla - Aruba - Barbados - Bermuda - Britse Maagdeneilanden - Curaçao - Dominica - Dominicaanse Republiek - Frans-Guyana - Guyana - Haïti - Martinique - Montserrat - Puerto Rico - Saint Kitts en Nevis - Saint Lucia - Sint-Maarten - Saint Vincent en de Grenadines - Suriname - Trinidad en Tobago | 20     |
| Starten in de Tweede ronde | - Guadeloupe (Vierde plaats 2010) - Cuba (Derde plaats 2010) - Grenada (Tweede plaats 2010) | 3      |
| Starten in de Eindronde    | - Antigua en Barbuda (Gastland) - Jamaica (Kampioen 2010) | 2      |

## Kwalificatie – Eerste ronde
Na het terugtrekken van de Amerikaanse Maagdeneilanden, de Bahama's en de Kaaimaneilanden werden de oorspronkelijke zes groepen in vijf groepen herverdeeld.

De groepswinnaars, de nummers twee van groep 1 t/m 3 en de beste nummer twee van groep 4 en 5 naar tweede ronde.

Cuba, Grenada en Guadeloupe waren rechtstreeks geplaatst voor de tweede ronde.

### Groep 1
| Team         | Gsp | GW | G | V | DV | DT | DS  | Ptn |
| ------------ | --- | -- | - | - | -- | -- | --- | --- |
| Haïti        | 3   | 3  | 0 | 0 | 12 | 2  | +10 | 9   |
| Puerto Rico  | 3   | 2  | 0 | 1 | 12 | 3  | +9  | 6   |
| Bermuda      | 3   | 1  | 0 | 2 | 10 | 5  | +5  | 3   |
| Sint-Maarten | 3   | 0  | 0 | 3 | 0  | 24 | –24 | 0   |

|                                                   |                    |                             |                         |                                                                                               |
| 7 september 2012 «onderlinge duels» 17:00 (UTC−4) | Bermuda            | 1 – 2                       | Puerto Rico             | Stade Sylvio Cator, Port-au-Prince (Haïti) Toeschouwers: 2.000 Scheidsrechter: Kevin Morrison |
| 7 september 2012 «onderlinge duels» 17:00 (UTC−4) | Russell 78' (pen.) | Wedstrijdverslag[dode link] | 68' Marrero 90+5' Ramos | Stade Sylvio Cator, Port-au-Prince (Haïti) Toeschouwers: 2.000 Scheidsrechter: Kevin Morrison |

|                                |                                                                              |                             |              |                                                                                               |
| 7 september 2012 19:00 (UTC−4) | Haïti                                                                        | 7 – 0                       | Sint-Maarten | Stade Sylvio Cator, Port-au-Prince (Haïti) Toeschouwers: 10.000 Scheidsrechter: Trevor Taylor |
| 7 september 2012 19:00 (UTC−4) | Jean Philippe 4', 40', 45' Constant Monuma 22', 43' Lafrance 70' Maurice 90' | Wedstrijdverslag[dode link] |              | Stade Sylvio Cator, Port-au-Prince (Haïti) Toeschouwers: 10.000 Scheidsrechter: Trevor Taylor |

|                                |                                                                                  |                             |              |                                                                                             |
| 9 september 2012 17:00 (UTC−4) | Puerto Rico                                                                      | 9 – 0                       | Sint-Maarten | Stade Sylvio Cator, Port-au-Prince (Haïti) Toeschouwers: 2.000 Scheidsrechter: Dwight Royal |
| 9 september 2012 17:00 (UTC−4) | Ramos 15', 44', 47', 82' Delgado 29' Arrieta 45+1' Marrero 69', 83' Oikkonen 76' | Wedstrijdverslag[dode link] |              | Stade Sylvio Cator, Port-au-Prince (Haïti) Toeschouwers: 2.000 Scheidsrechter: Dwight Royal |

|                                                   |                                    |                             |            |                                                                                               |
| 9 september 2012 «onderlinge duels» 19:00 (UTC−4) | Haïti                              | 3 – 1                       | Bermuda    | Stade Sylvio Cator, Port-au-Prince (Haïti) Toeschouwers: 10.500 Scheidsrechter: Adrian Skeete |
| 9 september 2012 «onderlinge duels» 19:00 (UTC−4) | Saurel 30' Maurice 39' Peguero 41' | Wedstrijdverslag[dode link] | 9' Russell | Stade Sylvio Cator, Port-au-Prince (Haïti) Toeschouwers: 10.500 Scheidsrechter: Adrian Skeete |

|                                 |                                                                        |                             |              |                                                                                             |
| 11 september 2012 17:00 (UTC−4) | Bermuda                                                                | 8 – 0                       | Sint-Maarten | Stade Sylvio Cator, Port-au-Prince (Haïti) Toeschouwers: 3.000 Scheidsrechter: Dwight Royal |
| 11 september 2012 17:00 (UTC−4) | Burgess 18', 31', 49', 76' Russell 52' Manders 61' Coke 80' Simons 87' | Wedstrijdverslag[dode link] |              | Stade Sylvio Cator, Port-au-Prince (Haïti) Toeschouwers: 3.000 Scheidsrechter: Dwight Royal |

|                                                    |                         |                             |             |                                                                                                |
| 11 september 2012 «onderlinge duels» 19:00 (UTC−4) | Haïti                   | 2 – 1                       | Puerto Rico | Stade Sylvio Cator, Port-au-Prince (Haïti) Toeschouwers: 12.000 Scheidsrechter: Kevin Morrison |
| 11 september 2012 «onderlinge duels» 19:00 (UTC−4) | Peguero 65' Maurice 67' | Wedstrijdverslag[dode link] | 73' Delgado | Stade Sylvio Cator, Port-au-Prince (Haïti) Toeschouwers: 12.000 Scheidsrechter: Kevin Morrison |

Puerto Rico en Haïti geplaatst voor de tweede ronde van het kwalificatietoernooi.

### Groep 2
| Team                           | Gsp | GW | G | V | DV | DT | DS | Ptn |
| ------------------------------ | --- | -- | - | - | -- | -- | -- | --- |
| Guyana                         | 3   | 2  | 0 | 1 | 6  | 3  | +3 | 6   |
| Saint Vincent en de Grenadines | 3   | 2  | 0 | 1 | 6  | 2  | +4 | 6   |
| Saint Lucia                    | 3   | 2  | 0 | 1 | 6  | 4  | +2 | 6   |
| Curaçao                        | 3   | 0  | 0 | 3 | 2  | 11 | –9 | 0   |

| Team                           | Gsp | GW | G | V | DV | DT | DS | Ptn |
| ------------------------------ | --- | -- | - | - | -- | -- | -- | --- |
| Guyana                         | 2   | 1  | 0 | 1 | 4  | 2  | +2 | 3   |
| Saint Vincent en de Grenadines | 2   | 1  | 0 | 1 | 2  | 2  | 0  | 3   |
| Saint Lucia                    | 2   | 1  | 0 | 1 | 1  | 3  | –2 | 3   |

|                                                  |                         |                             |                                |                                                                                                 |
| 21 oktober 2012 «onderlinge duels» 17:00 (UTC−4) | Guyana                  | 1 – 2                       | Saint Vincent en de Grenadines | Beausejour Stadium, Gros Islet (Saint Lucia) Toeschouwers: 1.000 Scheidsrechter: Antonius Pinas |
| 21 oktober 2012 «onderlinge duels» 17:00 (UTC−4) | Richardson 45+1' (pen.) | Wedstrijdverslag[dode link] | 30' M. Samuel 79' Stewart      | Beausejour Stadium, Gros Islet (Saint Lucia) Toeschouwers: 1.000 Scheidsrechter: Antonius Pinas |

|                                                  |                                                               |                             |            |                                                                                                |
| 21 oktober 2012 «onderlinge duels» 19:30 (UTC−4) | Saint Lucia                                                   | 5 – 1                       | Curaçao    | Beausejour Stadium, Gros Islet (Saint Lucia) Toeschouwers: 1.650 Scheidsrechter: Bryan Willett |
| 21 oktober 2012 «onderlinge duels» 19:30 (UTC−4) | Paul 14' Valcin 44' Charles 51' Charlemagne 87' Frederick 90' | Wedstrijdverslag[dode link] | 48' Isenia | Beausejour Stadium, Gros Islet (Saint Lucia) Toeschouwers: 1.650 Scheidsrechter: Bryan Willett |

|                                                  |                   |                             |                                |                                                                                              |
| 23 oktober 2012 «onderlinge duels» 18:00 (UTC−4) | Curaçao           | 1 – 2                       | Guyana                         | Beausejour Stadium, Gros Islet (Saint Lucia) Toeschouwers: 750 Scheidsrechter: Raymond Bogle |
| 23 oktober 2012 «onderlinge duels» 18:00 (UTC−4) | Nelson 53' (e.d.) | Wedstrijdverslag[dode link] | 1' Mills 42' (pen.) Richardson | Beausejour Stadium, Gros Islet (Saint Lucia) Toeschouwers: 750 Scheidsrechter: Raymond Bogle |

|                                                  |             |                             |                                |                                                                                                |
| 23 oktober 2012 «onderlinge duels» 20:30 (UTC−4) | Saint Lucia | 1 – 0                       | Saint Vincent en de Grenadines | Beausejour Stadium, Gros Islet (Saint Lucia) Toeschouwers: 1.652 Scheidsrechter: Sandy Vasquez |
| 23 oktober 2012 «onderlinge duels» 20:30 (UTC−4) | Paul 69'    | Wedstrijdverslag[dode link] |                                | Beausejour Stadium, Gros Islet (Saint Lucia) Toeschouwers: 1.652 Scheidsrechter: Sandy Vasquez |

|                                                     |                                        |                             |         |                                                                                              |
| 25 oktober 2012 «onderlinge duels» 18:00 (UTC−4)uur | Saint Vincent en de Grenadines         | 4 – 0                       | Curaçao | Beausejour Stadium, Gros Islet (Saint Lucia) Toeschouwers: 852 Scheidsrechter: Sandy Vasquez |
| 25 oktober 2012 «onderlinge duels» 18:00 (UTC−4)uur | Stewart 8', 76' Hamlett 58' Samuel 78' | Wedstrijdverslag[dode link] |         | Beausejour Stadium, Gros Islet (Saint Lucia) Toeschouwers: 852 Scheidsrechter: Sandy Vasquez |

|                                                     |             |                             |                               | |
| 25 oktober 2012 «onderlinge duels» 20:30 (UTC−4)uur | Saint Lucia | 0 – 3                       | Guyana                        | Beausejour Stadium, Gros Islet (Saint Lucia) Toeschouwers: 2.500 Scheidsrechter: BryanLast Willett |
| 25 oktober 2012 «onderlinge duels» 20:30 (UTC−4)uur |             | Wedstrijdverslag[dode link] | 14', 34' Mills 37' Richardson | Beausejour Stadium, Gros Islet (Saint Lucia) Toeschouwers: 2.500 Scheidsrechter: BryanLast Willett |

Saint Vincent en de Grenadines en Guyana geplaatst voor de tweede ronde van het kwalificatietoernooi.

### Groep 3
| Team                   | Gsp | GW | G | V | DV | DT | DS  | Ptn |
| ---------------------- | --- | -- | - | - | -- | -- | --- | --- |
| Martinique             | 3   | 2  | 1 | 0 | 23 | 2  | +21 | 7   |
| Suriname               | 3   | 2  | 1 | 0 | 13 | 3  | +10 | 7   |
| Montserrat             | 3   | 1  | 0 | 2 | 8  | 12 | –4  | 3   |
| Britse Maagdeneilanden | 3   | 0  | 0 | 3 | 0  | 27 | –27 | 0   |

|                                                   |            |                             |                                                                   |                                                                                                   |
| 5 september 2012 «onderlinge duels» 18:00 (UTC−4) | Montserrat | 1 – 7                       | Suriname                                                          | Stade Georges-Gratiant, Le Lamentin (Martinique) Toeschouwers: 188 Scheidsrechter: Rudolph Angela |
| 5 september 2012 «onderlinge duels» 18:00 (UTC−4) | Allen 48'  | Wedstrijdverslag[dode link] | 3', 11' Waal 16' Sordam 39' Vallei 45' Drenthe 85', 90+1' Rijssel | Stade Georges-Gratiant, Le Lamentin (Martinique) Toeschouwers: 188 Scheidsrechter: Rudolph Angela |

|                                | |                             |                        |                                                                                                  |
| 5 september 2012 20:00 (UTC−4) | Martinique | 16 – 0                      | Britse Maagdeneilanden | Stade Georges-Gratiant, Le Lamentin (Martinique) Toeschouwers: 800 Scheidsrechter: Javier Santos |
| 5 september 2012 20:00 (UTC−4) | Delem 6', 68' Gustan 12' Parsemain 32', 63', 67', 70', 81', 86' Mainge 37' Dondon 41' (pen.) Abaul 46', 54' Berdix 80' (pen.) Balmy 82' Sidney 87' | Wedstrijdverslag[dode link] |                        | Stade Georges-Gratiant, Le Lamentin (Martinique) Toeschouwers: 800 Scheidsrechter: Javier Santos |

|                                                   |                        |                             |                                          |                                                                                                |
| 7 september 2012 «onderlinge duels» 18:00 (UTC−4) | Britse Maagdeneilanden | 0 – 4                       | Suriname                                 | Stade En Camée, Rivière-Pilote (Martinique) Toeschouwers: 200 Scheidsrechter: William Anderson |
| 7 september 2012 «onderlinge duels» 18:00 (UTC−4) |                        | Wedstrijdverslag[dode link] | 35', 42' Rijssel 36' Drenthe 81' Loswijk | Stade En Camée, Rivière-Pilote (Martinique) Toeschouwers: 200 Scheidsrechter: William Anderson |

|                                |                                       |                             |            |                                                                                               |
| 7 september 2012 20:00 (UTC−4) | Martinique                            | 5 – 0                       | Montserrat | Stade En Camée, Rivière-Pilote (Martinique) Toeschouwers: 400 Scheidsrechter: Wilson Da Costa |
| 7 september 2012 20:00 (UTC−4) | Parsemain 5', 20', 59', 61' Gustan 9' | Wedstrijdverslag[dode link] |            | Stade En Camée, Rivière-Pilote (Martinique) Toeschouwers: 400 Scheidsrechter: Wilson Da Costa |

|                                                   |                        |                             |                                                                                     | |
| 9 september 2012 «onderlinge duels» 15:00 (UTC−4) | Britse Maagdeneilanden | 0 – 7                       | Montserrat                                                                          | Stade Pierre-Aliker, Fort-de-France (Martinique) Toeschouwers: 120 Scheidsrechter: William Anderson |
| 9 september 2012 «onderlinge duels» 15:00 (UTC−4) |                        | Wedstrijdverslag[dode link] | 35', 45+1' Campbell 45+3' Roach 53' Woods-Garness 71', 81' Remy 88' (e.d.) Sargeant | Stade Pierre-Aliker, Fort-de-France (Martinique) Toeschouwers: 120 Scheidsrechter: William Anderson |

|                                                   |                         |                             |                                 |                                                                                                   |
| 9 september 2012 «onderlinge duels» 17:00 (UTC−4) | Martinique              | 2 – 2                       | Suriname                        | Stade Pierre-Aliker, Fort-de-France (Martinique) Toeschouwers: 241 Scheidsrechter: Rudolph Angela |
| 9 september 2012 «onderlinge duels» 17:00 (UTC−4) | Parsemain 3' Mainge 22' | Wedstrijdverslag[dode link] | 25' (pen.) Aloema 90+1' Loswijk | Stade Pierre-Aliker, Fort-de-France (Martinique) Toeschouwers: 241 Scheidsrechter: Rudolph Angela |

Martinique en Suriname geplaatst voor de tweede ronde van het kwalificatietoernooi.

### Groep 4
| Team                   | Gsp | GW | G | V | DV | DT | DS | Ptn |
| ---------------------- | --- | -- | - | - | -- | -- | -- | --- |
| Dominicaanse Republiek | 3   | 2  | 1 | 0 | 5  | 3  | +2 | 7   |
| Barbados               | 3   | 2  | 0 | 1 | 3  | 2  | +1 | 6   |
| Dominica               | 3   | 1  | 0 | 2 | 4  | 5  | –1 | 3   |
| Aruba                  | 3   | 0  | 1 | 2 | 5  | 7  | –2 | 1   |

|                                                    |                       |                  |                        |                                                                                            |
| 23 september 2012 «onderlinge duels» 17:00 (UTC−4) | Aruba                 | 2 – 2            | Dominicaanse Republiek | Kensington Oval, Bridgetown (Barbados) Toeschouwers: 300 Scheidsrechter: Stanley Lancaster |
| 23 september 2012 «onderlinge duels» 17:00 (UTC−4) | Baten 6' Barradas 30' | Wedstrijdverslag | 13', 76' Ozuna         | Kensington Oval, Bridgetown (Barbados) Toeschouwers: 300 Scheidsrechter: Stanley Lancaster |

|                                                    |              |                  |          |                                                                                      |
| 23 september 2012 «onderlinge duels» 19:00 (UTC−4) | Barbados     | 1 – 0            | Dominica | Kensington Oval, Bridgetown (Barbados) Toeschouwers: 300 Scheidsrechter: Neal Brizan |
| 23 september 2012 «onderlinge duels» 19:00 (UTC−4) | Williams 35' | Wedstrijdverslag |          | Kensington Oval, Bridgetown (Barbados) Toeschouwers: 300 Scheidsrechter: Neal Brizan |

|                                                    |                                |                  |                      |                                                                                      |
| 25 september 2012 «onderlinge duels» 17:00 (UTC−4) | Dominica                       | 3 – 2            | Aruba                | Kensington Oval, Bridgetown (Barbados) Toeschouwers: 150 Scheidsrechter: Leon Clarke |
| 25 september 2012 «onderlinge duels» 17:00 (UTC−4) | Bertrand 36' Benjamin 45', 77' | Wedstrijdverslag | 40' Bergen 55' Gomez | Kensington Oval, Bridgetown (Barbados) Toeschouwers: 150 Scheidsrechter: Leon Clarke |

|                                                    |          |                  |                        |                                                                                          |
| 25 september 2012 «onderlinge duels» 19:00 (UTC−4) | Barbados | 0 – 1            | Dominicaanse Republiek | Kensington Oval, Bridgetown (Barbados) Toeschouwers: 750 Scheidsrechter: Jermain Elskamp |
| 25 september 2012 «onderlinge duels» 19:00 (UTC−4) |          | Wedstrijdverslag | Núñez 80'              | Kensington Oval, Bridgetown (Barbados) Toeschouwers: 750 Scheidsrechter: Jermain Elskamp |

|                                                    |                        |                  |              |                                                                                      |
| 27 september 2012 «onderlinge duels» 17:00 (UTC−4) | Dominicaanse Republiek | 2 – 1            | Dominica     | Kensington Oval, Bridgetown (Barbados) Toeschouwers: 300 Scheidsrechter: Neal Brizan |
| 27 september 2012 «onderlinge duels» 17:00 (UTC−4) | Faña 66', 90+3'        | Wedstrijdverslag | 39' Langlais | Kensington Oval, Bridgetown (Barbados) Toeschouwers: 300 Scheidsrechter: Neal Brizan |

|                                                    |                      |                  |            |                                                                                            |
| 27 september 2012 «onderlinge duels» 19:00 (UTC−4) | Barbados             | 2 – 1            | Aruba      | Kensington Oval, Bridgetown (Barbados) Toeschouwers: 300 Scheidsrechter: Stanley Lancaster |
| 27 september 2012 «onderlinge duels» 19:00 (UTC−4) | Skeete 21' Harte 56' | Wedstrijdverslag | 32' Bergen | Kensington Oval, Bridgetown (Barbados) Toeschouwers: 300 Scheidsrechter: Stanley Lancaster |

Dominicaanse Republiek geplaatst voor de tweede ronde van het kwalificatietoernooi.

### Groep 5
| Team                 | Gsp | GW | G | V | DV | DT | DS  | Ptn |
| -------------------- | --- | -- | - | - | -- | -- | --- | --- |
| Trinidad en Tobago   | 3   | 3  | 0 | 0 | 15 | 1  | +14 | 9   |
| Frans-Guyana         | 3   | 2  | 0 | 1 | 8  | 5  | +3  | 6   |
| Saint Kitts en Nevis | 3   | 1  | 0 | 2 | 2  | 4  | –3  | 3   |
| Anguilla             | 3   | 0  | 0 | 3 | 1  | 16 | –15 | 0   |

|                               |                 |                  |                                         | |
| 10 oktober 2012 17:00 (UTC−4) | Frans-Guyana    | 1 – 4            | Trinidad en Tobago                      | Warner Park Sporting Complex, Basseterre (Saint Kitts en Nevis) Toeschouwers: 400 Scheidsrechter: Marcus Brea |
| 10 oktober 2012 17:00 (UTC−4) | Darcheville 16' | Wedstrijdverslag | 26' Hector 35' Gay 72' Daniel 87' Plaza | Warner Park Sporting Complex, Basseterre (Saint Kitts en Nevis) Toeschouwers: 400 Scheidsrechter: Marcus Brea |

|                                                  |                        |                  |          | |
| 10 oktober 2012 «onderlinge duels» 19:00 (UTC−4) | Saint Kitts en Nevis   | 2 – 0            | Anguilla | Warner Park Sporting Complex, Basseterre (Saint Kitts en Nevis) Toeschouwers: 700 Scheidsrechter: Sherwin Johnson |
| 10 oktober 2012 «onderlinge duels» 19:00 (UTC−4) | Sawyers 15' Harris 20' | Wedstrijdverslag |          | Warner Park Sporting Complex, Basseterre (Saint Kitts en Nevis) Toeschouwers: 700 Scheidsrechter: Sherwin Johnson |

|                               |                              |                  |             | |
| 12 oktober 2012 19:00 (UTC−4) | Frans-Guyana                 | 4 – 1            | Anguilla    | Warner Park Sporting Complex, Basseterre (Saint Kitts en Nevis) Toeschouwers: 600 Scheidsrechter: Juan Carlos Hidalgo |
| 12 oktober 2012 19:00 (UTC−4) | Pigree 3', 45', 50' Baal 74' | Wedstrijdverslag | 59' Rodgers | Warner Park Sporting Complex, Basseterre (Saint Kitts en Nevis) Toeschouwers: 600 Scheidsrechter: Juan Carlos Hidalgo |

|                                                  |                      |                  |                    | |
| 12 oktober 2012 «onderlinge duels» 17:00 (UTC−4) | Saint Kitts en Nevis | 0 – 1            | Trinidad en Tobago | Warner Park Sporting Complex, Basseterre (Saint Kitts en Nevis) Toeschouwers: 1.700 Scheidsrechter: David Rubalcaba |
| 12 oktober 2012 «onderlinge duels» 17:00 (UTC−4) |                      | Wedstrijdverslag | 51' Carter         | Warner Park Sporting Complex, Basseterre (Saint Kitts en Nevis) Toeschouwers: 1.700 Scheidsrechter: David Rubalcaba |

|                                                  |                                                                        |                  |          | |
| 14 oktober 2012 «onderlinge duels» 17:00 (UTC−4) | Trinidad en Tobago                                                     | 10 – 0           | Anguilla | Warner Park Sporting Complex, Basseterre (Saint Kitts en Nevis) Toeschouwers: 40 Scheidsrechter: Sherwin Johnson |
| 14 oktober 2012 «onderlinge duels» 17:00 (UTC−4) | Gay 7', 21', 32', 38' Daniel 11', 35', 40' Plaza 53', 63' Teesdale 71' | Wedstrijdverslag |          | Warner Park Sporting Complex, Basseterre (Saint Kitts en Nevis) Toeschouwers: 40 Scheidsrechter: Sherwin Johnson |

|                               |                      |                  |                               | |
| 14 oktober 2012 19:00 (UTC−4) | Saint Kitts en Nevis | 0 – 3            | Frans-Guyana                  | Warner Park Sporting Complex, Basseterre (Saint Kitts en Nevis) Toeschouwers: 200 Scheidsrechter: Marcos Brea |
| 14 oktober 2012 19:00 (UTC−4) |                      | Wedstrijdverslag | 7', 72' Pigrée 8' Darcheville | Warner Park Sporting Complex, Basseterre (Saint Kitts en Nevis) Toeschouwers: 200 Scheidsrechter: Marcos Brea |

Trinidad en Tobago geplaatst voor de tweede ronde van het kwalificatietoernooi.
Nummers twee groep 4 en 5
| Groep | Team         | Gsp | GW | G | V | DV | DT | DS | Ptn |
| ----- | ------------ | --- | -- | - | - | -- | -- | -- | --- |
| 5     | Frans-Guyana | 3   | 2  | 0 | 1 | 8  | 5  | +3 | 6   |
| 4     | Barbados     | 3   | 2  | 0 | 1 | 3  | 2  | +1 | 6   |

Frans-Guyana geplaatst voor de tweede ronde van het kwalificatietoernooi.

## Kwalificatie – Tweede ronde

### Groep 6
| Team         | Gsp | GW | G | V | DV | DT | DS | Ptn |
| ------------ | --- | -- | - | - | -- | -- | -- | --- |
| Haïti        | 3   | 2  | 0 | 1 | 3  | 1  | +2 | 6   |
| Frans-Guyana | 3   | 1  | 1 | 1 | 5  | 5  | 0  | 4   |
| Grenada      | 3   | 1  | 1 | 1 | 3  | 4  | –1 | 4   |
| Guyana       | 3   | 1  | 0 | 2 | 5  | 6  | –1 | 3   |

|                                                   |            |                             |        | |
| 14 november 2012 «onderlinge duels» 18:00 (UTC−4) | Haïti      | 1 – 0                       | Guyana | Grenada National Stadium, Saint George's (Grenada) Toeschouwers: 1.000 Scheidsrechter: Adrian Skeete |
| 14 november 2012 «onderlinge duels» 18:00 (UTC−4) | Saurel 46' | Wedstrijdverslag[dode link] |        | Grenada National Stadium, Saint George's (Grenada) Toeschouwers: 1.000 Scheidsrechter: Adrian Skeete |

|                                                   |              |                             |              | |
| 14 november 2012 «onderlinge duels» 20:00 (UTC−4) | Grenada      | 1 – 1                       | Frans-Guyana | Grenada National Stadium, Saint George's (Grenada) Toeschouwers: 1.500 Scheidsrechter: Javier Jauregui Santillan |
| 14 november 2012 «onderlinge duels» 20:00 (UTC−4) | Rocastle 33' | Wedstrijdverslag[dode link] | 90' Pigrée   | Grenada National Stadium, Saint George's (Grenada) Toeschouwers: 1.500 Scheidsrechter: Javier Jauregui Santillan |

|                                                   |              |                             |       |                                                                                                  |
| 16 november 2012 «onderlinge duels» 18:00 (UTC−4) | Frans-Guyana | 1 – 0                       | Haïti | Grenada National Stadium, Saint George's (Grenada) Toeschouwers: 750 Scheidsrechter: Osiel Nuñez |
| 16 november 2012 «onderlinge duels» 18:00 (UTC−4) | Pigrée 55'   | Wedstrijdverslag[dode link] |       | Grenada National Stadium, Saint George's (Grenada) Toeschouwers: 750 Scheidsrechter: Osiel Nuñez |

|                                                   |                     |                             |            | |
| 16 november 2012 «onderlinge duels» 20:00 (UTC−4) | Grenada             | 2 – 1                       | Guyana     | Grenada National Stadium, Saint George's (Grenada) Toeschouwers: 1.400 Scheidsrechter: Neal Brizan |
| 16 november 2012 «onderlinge duels» 20:00 (UTC−4) | Bain 48' Murray 81' | Wedstrijdverslag[dode link] | 48' Wilson | Grenada National Stadium, Saint George's (Grenada) Toeschouwers: 1.400 Scheidsrechter: Neal Brizan |

|                                                   |                                             |                             |                             | |
| 18 november 2012 «onderlinge duels» 18:00 (UTC−4) | Guyana                                      | 4 – 3                       | Frans-Guyana                | Grenada National Stadium, Saint George's (Grenada) Toeschouwers: 1.500 Scheidsrechter: Osiel Nuñez |
| 18 november 2012 «onderlinge duels» 18:00 (UTC−4) | Mills 12' Moore 46' Beveney 56', 87' (pen.) | Wedstrijdverslag[dode link] | Ridel 34', 63' Edwige 90+1' | Grenada National Stadium, Saint George's (Grenada) Toeschouwers: 1.500 Scheidsrechter: Osiel Nuñez |

|                                                   |         |                             |                                | |
| 18 november 2012 «onderlinge duels» 20:00 (UTC−4) | Grenada | 0 – 2                       | Haïti                          | Grenada National Stadium, Saint George's (Grenada) Toeschouwers: 3.000 Scheidsrechter: Neal Brizan |
| 18 november 2012 «onderlinge duels» 20:00 (UTC−4) |         | Wedstrijdverslag[dode link] | 36' Alcenat 58' (e.d.) Straker | Grenada National Stadium, Saint George's (Grenada) Toeschouwers: 3.000 Scheidsrechter: Neal Brizan |

Haïti en Frans-Guyana geplaatst voor het hoofdtoernooi.

### Groep 7
| Team                   | Gsp | GW | G | V | DV | DT | DS | Ptn |
| ---------------------- | --- | -- | - | - | -- | -- | -- | --- |
| Dominicaanse Republiek | 3   | 2  | 1 | 0 | 6  | 2  | +4 | 7   |
| Martinique             | 3   | 1  | 2 | 0 | 6  | 5  | +1 | 5   |
| Guadeloupe             | 3   | 1  | 1 | 1 | 7  | 6  | +1 | 4   |
| Puerto Rico            | 3   | 0  | 0 | 3 | 3  | 9  | –6 | 0   |

|                               |                       |                             |             | |
| 23 oktober 2012 18:00 (UTC−4) | Martinique            | 2 – 1                       | Puerto Rico | Stade René Serge Nabajoth, Les Abymes (Guadeloupe) Toeschouwers: 100 Scheidsrechter: Ignatius Baptiste |
| 23 oktober 2012 18:00 (UTC−4) | Sabin 38' (pen.), 43' | Wedstrijdverslag[dode link] | 55' Ramos   | Stade René Serge Nabajoth, Les Abymes (Guadeloupe) Toeschouwers: 100 Scheidsrechter: Ignatius Baptiste |

|                               |            |                             |                        | |
| 23 oktober 2012 20:00 (UTC−4) | Guadeloupe | 0 – 2                       | Dominicaanse Republiek | Stade René Serge Nabajoth, Les Abymes (Guadeloupe) Toeschouwers: 1.505 Scheidsrechter: Caswell Cambridge |
| 23 oktober 2012 20:00 (UTC−4) |            | Wedstrijdverslag[dode link] | 45+1', 90+3' Faña      | Stade René Serge Nabajoth, Les Abymes (Guadeloupe) Toeschouwers: 1.505 Scheidsrechter: Caswell Cambridge |

|                               |                        |                             |             | |
| 25 oktober 2012 18:00 (UTC−4) | Dominicaanse Republiek | 1 – 1                       | Martinique  | Stade René Serge Nabajoth, Les Abymes (Guadeloupe) Toeschouwers: 1.800 Scheidsrechter: Collingham Delves |
| 25 oktober 2012 18:00 (UTC−4) | Peralta 45'            | Wedstrijdverslag[dode link] | 71' Germany | Stade René Serge Nabajoth, Les Abymes (Guadeloupe) Toeschouwers: 1.800 Scheidsrechter: Collingham Delves |

|                               |                                    |                             |             | |
| 25 oktober 2012 20:00 (UTC−4) | Guadeloupe                         | 4 – 1                       | Puerto Rico | Stade René Serge Nabajoth, Les Abymes (Guadeloupe) Toeschouwers: 1.500 Scheidsrechter: Daniel Leslie |
| 25 oktober 2012 20:00 (UTC−4) | Loval 8' Mocka 11', 26' Pascal 69' | Wedstrijdverslag[dode link] | 83' Ramos   | Stade René Serge Nabajoth, Les Abymes (Guadeloupe) Toeschouwers: 1.500 Scheidsrechter: Daniel Leslie |

|                                                  |             |                             |                         | |
| 27 oktober 2012 «onderlinge duels» 17:00 (UTC−4) | Puerto Rico | 1 – 3                       | Dominicaanse Republiek  | Stade René Serge Nabajoth, Les Abymes (Guadeloupe) Toeschouwers: 3.000 Scheidsrechter: Caswell Cambridge |
| 27 oktober 2012 «onderlinge duels» 17:00 (UTC−4) | Vélez 80'   | Wedstrijdverslag[dode link] | 19', 70' Faña Ulloa 86' | Stade René Serge Nabajoth, Les Abymes (Guadeloupe) Toeschouwers: 3.000 Scheidsrechter: Caswell Cambridge |

|                               |                             |                             |                             | |
| 27 oktober 2012 19:00 (UTC−4) | Guadeloupe                  | 3 – 3                       | Martinique                  | Stade René Serge Nabajoth, Les Abymes (Guadeloupe) Toeschouwers: 2.891 Scheidsrechter: Daniel Leslie |
| 27 oktober 2012 19:00 (UTC−4) | Clavier 13', 33' Pascal 74' | Wedstrijdverslag[dode link] | 17' Germany 24', 63' Gustan | Stade René Serge Nabajoth, Les Abymes (Guadeloupe) Toeschouwers: 2.891 Scheidsrechter: Daniel Leslie |

Dominicaanse Republiek en Martinique geplaatst voor het hoofdtoernooi.

### Groep 8
| Team                           | Gsp | GW | G | V | DV | DT | DS | Ptn |
| ------------------------------ | --- | -- | - | - | -- | -- | -- | --- |
| Trinidad en Tobago             | 3   | 2  | 1 | 0 | 5  | 1  | +4 | 7   |
| Cuba                           | 3   | 1  | 1 | 1 | 6  | 2  | +4 | 4   |
| Suriname                       | 3   | 1  | 0 | 2 | 1  | 8  | –7 | 3   |
| Saint Vincent en de Grenadines | 3   | 0  | 2 | 1 | 2  | 3  | –1 | 2   |

|                                                   |                                          |                    |          | |
| 14 november 2012 «onderlinge duels» 18:00 (UTC−4) | Cuba                                     | 5 – 0              | Suriname | Dwight Yorke Stadium, Bacolet (Trinidad en Tobago) Toeschouwers: 200 Scheidsrechter: Valman Bedeau |
| 14 november 2012 «onderlinge duels» 18:00 (UTC−4) | Hernandez 6', 36', 62', 89' Martínez 46' | Verslag[dode link] |          | Dwight Yorke Stadium, Bacolet (Trinidad en Tobago) Toeschouwers: 200 Scheidsrechter: Valman Bedeau |

|                                                   |                    |                    |                                | |
| 14 november 2012 «onderlinge duels» 20:00 (UTC−4) | Trinidad en Tobago | 1 – 1              | Saint Vincent en de Grenadines | Dwight Yorke Stadium, Bacolet (Trinidad en Tobago) Toeschouwers: 800 Scheidsrechter: Courtney Campbell |
| 14 november 2012 «onderlinge duels» 20:00 (UTC−4) | Jorsling 4'        | Verslag[dode link] | 24' Samuel                     | Dwight Yorke Stadium, Bacolet (Trinidad en Tobago) Toeschouwers: 800 Scheidsrechter: Courtney Campbell |

|                                                   |                                |                    |             | |
| 16 november 2012 «onderlinge duels» 18:00 (UTC−4) | Saint Vincent en de Grenadines | 1 – 1              | Cuba        | Dwight Yorke Stadium, Bacolet (Trinidad en Tobago) Toeschouwers: 300 Scheidsrechter: TrevorLast Taylor |
| 16 november 2012 «onderlinge duels» 18:00 (UTC−4) | Stewart 8'                     | Verslag[dode link] | 48' Linares | Dwight Yorke Stadium, Bacolet (Trinidad en Tobago) Toeschouwers: 300 Scheidsrechter: TrevorLast Taylor |

|                                                   |                             |                    |          | |
| 16 november 2012 «onderlinge duels» 20:00 (UTC−4) | Trinidad en Tobago          | 3 – 0              | Suriname | Dwight Yorke Stadium, Bacolet (Trinidad en Tobago) Toeschouwers: 950 Scheidsrechter: Alain Georges |
| 16 november 2012 «onderlinge duels» 20:00 (UTC−4) | Power 35' Roy 50' David 88' | Verslag[dode link] |          | Dwight Yorke Stadium, Bacolet (Trinidad en Tobago) Toeschouwers: 950 Scheidsrechter: Alain Georges |

|                                                   |                   |                    |                                | |
| 18 november 2012 «onderlinge duels» 18:00 (UTC−4) | Suriname          | 1 – 0              | Saint Vincent en de Grenadines | Dwight Yorke Stadium, Bacolet (Trinidad en Tobago) Toeschouwers: 200 Scheidsrechter: Alain Georges |
| 18 november 2012 «onderlinge duels» 18:00 (UTC−4) | Aloema 42' (pen.) | Verslag[dode link] |                                | Dwight Yorke Stadium, Bacolet (Trinidad en Tobago) Toeschouwers: 200 Scheidsrechter: Alain Georges |

|                                                   |                    |                    |      | |
| 18 november 2012 «onderlinge duels» 20:00 (UTC−4) | Trinidad en Tobago | 1 – 0              | Cuba | Dwight Yorke Stadium, Bacolet (Trinidad en Tobago) Toeschouwers: 1.300 Scheidsrechter: Courtney Campbell |
| 18 november 2012 «onderlinge duels» 20:00 (UTC−4) | Guerra 67'         | Verslag[dode link] |      | Dwight Yorke Stadium, Bacolet (Trinidad en Tobago) Toeschouwers: 1.300 Scheidsrechter: Courtney Campbell |

Trinidad en Tobago en Cuba geplaatst voor het hoofdtoernooi.

## Gekwalificeerde landen
| Ploeg                  | Kwalificatie    | Aantal deelnames | Beste prestatie |
| ---------------------- | --------------- | ---------------- | --------------- |
| Antigua en Barbuda     | Gastland        | 7                | Vierde Plaats   |
| Jamaica                | Titelverdediger | 14               | Winnaar         |
| Haïti                  | nr. 1 Groep 6   | 8                | Winnaar         |
| Frans-Guyana           | nr. 2 Groep 6   | 2                | Groepsfase      |
| Dominicaanse Republiek | nr. 1 Groep 7   | 2                | Groepsfase      |
| Martinique             | nr. 2 Groep 7   | 11               | Winnaar         |
| Trinidad en Tobago     | nr. 1 Groep 8   | 17               | Winnaar         |
| Cuba                   | nr. 1 Groep 8   | 10               | Tweede          |

## Stadions
| Saint John's                                 | · Saint John's North Sound Speellocaties | North Sound                                    |
| -------------------------------------------- | ---------------------------------------- | ---------------------------------------------- |
| Antigua Recreation Ground Capaciteit: 12.000 | · Saint John's North Sound Speellocaties | Sir Vivian Richards Stadium Capaciteit: 10.000 |
|                                              | · Saint John's North Sound Speellocaties |                                                |

## Scheidsrechters
De organisatie nodigde 10  scheidsrechters uit voor dit toernooi. 

## Groepsfase

### Groep A
| Team                   | Gsp | GW | G | V | DV | DT | DS | Ptn |
| ---------------------- | --- | -- | - | - | -- | -- | -- | --- |
| Haïti                  | 3   | 2  | 1 | 0 | 3  | 1  | +2 | 7   |
| Trinidad en Tobago     | 3   | 1  | 1 | 1 | 2  | 3  | –1 | 4   |
| Dominicaanse Republiek | 3   | 1  | 0 | 2 | 4  | 5  | –1 | 3   |
| Antigua en Barbuda     | 3   | 1  | 0 | 2 | 3  | 3  | 0  | 3   |

|                                                  |                             |       |                    |                                                                                          |
| 7 december 2012 «onderlinge duels» 18:00 (UTC−4) | Haïti                       | 0 – 0 | Trinidad en Tobago | Antigua Recreation Ground, St. John's Toeschouwers: 150 Scheidsrechter: Valdin Ledgister |
| 7 december 2012 «onderlinge duels» 18:00 (UTC−4) | Wedstrijdverslag[dode link] |       |                    | Antigua Recreation Ground, St. John's Toeschouwers: 150 Scheidsrechter: Valdin Ledgister |

|                                                  |                    |                             |                        |                                                                                         |
| 7 december 2012 «onderlinge duels» 20:00 (UTC−4) | Antigua en Barbuda | 1 – 2                       | Dominicaanse Republiek | Antigua Recreation Ground, St. John's Toeschouwers: 150 Scheidsrechter: Wilson da Costa |
| 7 december 2012 «onderlinge duels» 20:00 (UTC−4) | Byers 17'          | Wedstrijdverslag[dode link] | 74' García 90' Faña    | Antigua Recreation Ground, St. John's Toeschouwers: 150 Scheidsrechter: Wilson da Costa |

|                                                  |                        |                             |                             |                                                                                       |
| 9 december 2012 «onderlinge duels» 17:00 (UTC−4) | Dominicaanse Republiek | 1 – 2                       | Haïti                       | Antigua Recreation Ground, St. John's Toeschouwers: 800 Scheidsrechter: Elmer Bonilla |
| 9 december 2012 «onderlinge duels» 17:00 (UTC−4) | Rodríguez 12'          | Wedstrijdverslag[dode link] | 10' Saint-Preux 39' Peguero | Antigua Recreation Ground, St. John's Toeschouwers: 800 Scheidsrechter: Elmer Bonilla |

|                                                  |                        |                             |                    |                                                                                          |
| 9 december 2012 «onderlinge duels» 19:00 (UTC−4) | Antigua en Barbuda     | 2 – 0                       | Trinidad en Tobago | Antigua Recreation Ground, St. John's Toeschouwers: 2.000 Scheidsrechter: David Rubalcab |
| 9 december 2012 «onderlinge duels» 19:00 (UTC−4) | Griffith 51' Byers 73' | Wedstrijdverslag[dode link] |                    | Antigua Recreation Ground, St. John's Toeschouwers: 2.000 Scheidsrechter: David Rubalcab |

|                                                   |                       |                             |                        |                                                                                      |
| 11 december 2012 «onderlinge duels» 17:00 (UTC−4) | Trinidad en Tobago    | 2 – 1                       | Dominicaanse Republiek | Antigua Recreation Ground, St. John's Toeschouwers: 250 Scheidsrechter: Kevin Thomas |
| 11 december 2012 «onderlinge duels» 17:00 (UTC−4) | Carter 14' Molino 70' | Wedstrijdverslag[dode link] | 52' Rodríguez          | Antigua Recreation Ground, St. John's Toeschouwers: 250 Scheidsrechter: Kevin Thomas |

|                                                   |                    |                             |             |                                                                                     |
| 11 december 2012 «onderlinge duels» 19:00 (UTC−4) | Antigua en Barbuda | 0 – 1                       | Haïti       | Antigua Recreation Ground, St. John's Toeschouwers: 800 Scheidsrechter: Marcos Brea |
| 11 december 2012 «onderlinge duels» 19:00 (UTC−4) |                    | Wedstrijdverslag[dode link] | 19' Peguero | Antigua Recreation Ground, St. John's Toeschouwers: 800 Scheidsrechter: Marcos Brea |

### Groep B
| Team         | Gsp | GW | G | V | DV | DT | DS | Ptn |
| ------------ | --- | -- | - | - | -- | -- | -- | --- |
| Martinique   | 3   | 2  | 1 | 0 | 4  | 1  | +3 | 7   |
| Cuba         | 3   | 2  | 0 | 1 | 3  | 2  | +1 | 6   |
| Frans-Guyana | 3   | 1  | 0 | 2 | 4  | 6  | –2 | 3   |
| Jamaica      | 3   | 0  | 1 | 2 | 1  | 3  | –2 | 1   |

|                               |               |                             |      |                                                                                              |
| 8 december 2012 18:00 (UTC−4) | Martinique    | 1 – 0                       | Cuba | Sir Vivian Richards Stadium, North Sound Toeschouwers: 100 Scheidsrechter: Enrico Wijngaarde |
| 8 december 2012 18:00 (UTC−4) | Piquionne 29' | Wedstrijdverslag[dode link] |      | Sir Vivian Richards Stadium, North Sound Toeschouwers: 100 Scheidsrechter: Enrico Wijngaarde |

|                               |             |                             |                      |                                                                                          |
| 8 december 2012 20:00 (UTC−4) | Jamaica     | 1 – 2                       | Frans-Guyana         | Sir Vivian Richards Stadium, North Sound Toeschouwers: 100 Scheidsrechter: Sandy Vasquez |
| 8 december 2012 20:00 (UTC−4) | Stewart 22' | Wedstrijdverslag[dode link] | 19' Pigrée 48' Evens | Sir Vivian Richards Stadium, North Sound Toeschouwers: 100 Scheidsrechter: Sandy Vasquez |

|                                |                   |                             |              |                                                                                             |
| 10 december 2012 17:00 (UTC−4) | Cuba              | 2 – 1                       | Frans-Guyana | Sir Vivian Richards Stadium, North Sound Toeschouwers: 225 Scheidsrechter: William Anderson |
| 10 december 2012 17:00 (UTC−4) | Martínez 74', 76' | Wedstrijdverslag[dode link] | Pigrée 16'   | Sir Vivian Richards Stadium, North Sound Toeschouwers: 225 Scheidsrechter: William Anderson |

|                                |                             |       |            |                                                                                            |
| 10 december 2012 19:00 (UTC−4) | Jamaica                     | 0 – 0 | Martinique | Sir Vivian Richards Stadium, North Sound Toeschouwers: 225 Scheidsrechter: Sherwin Johnson |
| 10 december 2012 19:00 (UTC−4) | Wedstrijdverslag[dode link] |       |            | Sir Vivian Richards Stadium, North Sound Toeschouwers: 225 Scheidsrechter: Sherwin Johnson |

|                                |                 |                             |                                        |                                                                                          |
| 12 december 2012 17:00 (UTC−4) | Frans-Guyana    | 1 – 3                       | Martinique                             | Sir Vivian Richards Stadium, North Sound Toeschouwers: 100 Scheidsrechter: Sandy Vasquez |
| 12 december 2012 17:00 (UTC−4) | Darcheville 80' | Wedstrijdverslag[dode link] | 10' Piquionne 33' Parsemain 77' Angély | Sir Vivian Richards Stadium, North Sound Toeschouwers: 100 Scheidsrechter: Sandy Vasquez |

|                                |         |                             |              |                                                                                          |
| 12 december 2012 19:00 (UTC−4) | Jamaica | 0 – 1                       | Cuba         | Sir Vivian Richards Stadium, North Sound Toeschouwers: 200 Scheidsrechter: Elmer Bonilla |
| 12 december 2012 19:00 (UTC−4) |         | Wedstrijdverslag[dode link] | 57' Urgellés | Sir Vivian Richards Stadium, North Sound Toeschouwers: 200 Scheidsrechter: Elmer Bonilla |

## Knockoutfase
De ploegen die meedoen aan deze knockoutfase kwalificeren zich ook voor de CONCACAF Gold Cup 2013.
|  | halve finale             | halve finale             |   |                          | finale                   | finale |
|  |                          |                          |   |                          |                          |        |
|  | 14 december – St. John's |                          |   |                          |                          |        |
|  | Martinique               | 1 (4)                    |   |                          |                          |        |
|  | Trinidad en Tobago       | 1 (5)                    |   |                          |                          |        |
|  |                          |                          |   |                          |                          |        |
|  |                          |                          |   |                          | 16 december – St. John's |        |
|  |                          |                          |   |                          | Trinidad en Tobago       | 0      |
|  |                          | Cuba                     | 1 |                          |                          |        |
|  |                          |                          |   |                          |                          |        |
|  |                          |                          |   |                          | derde plaats             |        |
|  | 14 december – St. John's | 14 december – St. John's |   | 16 december – St. John's | 16 december – St. John's |        |
|  | Haïti                    | 0                        |   | Martinique               | 0                        |        |
|  | Cuba                     | 1                        |   |                          | Haïti                    | 1      |

### Halve finales
|                                |                                             |                    |                                          |                                                                                       |
| 14 december 2012 17:00 (UTC−4) | Martinique                                  | 1 – 1 (n.v.)       | Trinidad en Tobago                       | Antigua Recreation Ground, St. John's Toeschouwers: 200 Scheidsrechter: Elmer Bonilla |
| 14 december 2012 17:00 (UTC−4) | Parsemain 75'                               | Verslag[dode link] | 90' Roy                                  | Antigua Recreation Ground, St. John's Toeschouwers: 200 Scheidsrechter: Elmer Bonilla |
| 14 december 2012 17:00 (UTC−4) | Strafschoppen                               |                    |                                          | Antigua Recreation Ground, St. John's Toeschouwers: 200 Scheidsrechter: Elmer Bonilla |
| 14 december 2012 17:00 (UTC−4) | Berdix Crétinoir Gustan Parsemain Piquionne | 4 – 5              | Theobald Molino Mitchell Gonzales Guerra | Antigua Recreation Ground, St. John's Toeschouwers: 200 Scheidsrechter: Elmer Bonilla |

|                                                   |       |                             |           |                                                                                           |
| 14 december 2012 «onderlinge duels» 20:00 (UTC−4) | Haïti | 0 – 1                       | Cuba      | Antigua Recreation Ground, St. John's Toeschouwers: 200 Scheidsrechter: Enrico Wijngaarde |
| 14 december 2012 «onderlinge duels» 20:00 (UTC−4) |       | Wedstrijdverslag[dode link] | 9' Colomé | Antigua Recreation Ground, St. John's Toeschouwers: 200 Scheidsrechter: Enrico Wijngaarde |

### Om derde plaats
|                                                   |                 |                             |            |                                                                                         |
| 16 december 2012 «onderlinge duels» 12:00 (UTC−4) | Haïti           | 1 – 0 (n.v.)                | Martinique | Antigua Recreation Ground, St. John's Toeschouwers: 100 Scheidsrechter: Wilson da Costa |
| 16 december 2012 «onderlinge duels» 12:00 (UTC−4) | Saint-Preux 94' | Wedstrijdverslag[dode link] |            | Antigua Recreation Ground, St. John's Toeschouwers: 100 Scheidsrechter: Wilson da Costa |

### Finale
|                                                   |                |                             |                    |                                                                                         |
| 16 december 2012 «onderlinge duels» 17:00 (UTC−4) | Cuba           | 1 – 0 (n.v.)                | Trinidad en Tobago | Antigua Recreation Ground, St. John's Toeschouwers: 750 Scheidsrechter: Valdin Legister |
| 16 december 2012 «onderlinge duels» 17:00 (UTC−4) | Hernández 113' | Wedstrijdverslag[dode link] |                    | Antigua Recreation Ground, St. John's Toeschouwers: 750 Scheidsrechter: Valdin Legister |

| Kampioen Caribbean Cup 2012 |
| --------------------------- |
|                             |
| CUBA 1e titel               |

## Doelpuntenmakers
2 doelpunten
- Peter Byers
- Ariel Martínez
- Kerbi Rodríguez

- Gary Pigrée
- Jean-Philippe Peguero
- Leonel Saint-Preux

- Kévin Parsemain
- Frédéric Piquionne

1 doelpunt
- Quinton Griffith
- Yoel Colomé
- Aliannis Urgellés
- Marcel Hernández
- Jonathan Faña

- César García
- Jean-Claude Darcheville
- Rhudy Evens
- Tremaine Stewart

- Anthony Angély
- Kevon Carter
- Kevin Molino
- Richard Roy